# Муст
Муст (виноградное сусло) — разновидность сусла: выжатый прессом неосветлённый сок винограда (при производстве плодовых вин — также и иных фруктов). Свежевыжатый виноградный сок до удаления из него твёрдых частиц (семена, кожура, пульпа) называют мезгой. Сусло, полученное без применения механического пресса (то есть стеканием сока спелого винограда в специальных ситах), именуется самотёк.
Муст является промежуточным продуктом при производстве вин: по сути это ещё не перебродившее вино. Для производства красных и некоторых иных вин необходим этап настаивания сусла на мезге — мацерация. До или после осветления (отделения твёрдых частиц) сусло сбраживают, после чего отправляют на выдержку.
Виноградное сусло содержит в растворе смесь сахаров (глюкозы и фруктозы), кислот (винной, яблочной и т. д.), белковых, минеральных и слизистых веществ, а также ароматические вещества, придающие соку и вину присущий ему вкус. Виноградное сусло сбраживается под действием дрожжей; в результате брожения сахар превращается в спирт. 
Виноградные ягоды давят вместе с мезгой для того, чтобы насытить сусло свободными аминокислотами, также в него попадают микроорганизмы, живущие на поверхности ягод: полезные для виноделия дрожжи, а также портящие вино Acetobacter, Gluconobacter и Gluconacetobacter. Для производства красных вин сусло ферментируют вместе с мезгой, а для белых мезгу отжимают и удаляют до ферментации. При холодном отжиме в ферментируемом сусле уменьшается накопление биогенных аминов. Сусло для белых и некоторых красных вин выдерживают при низкой температуре, что провоцирует рост холодоустойчивых дрожжей. Примерно половину моносахаридов в виноградном сусле составляет фруктоза.
В римско-католической евхаристии может использоваться вместо церковного вина при условии получения разрешения от священника или рукоположённого лица — но только в том случае, если употребление вина противопоказано (как правило, из-за алкоголизма). В ритуалах иудаизма также допускается использование виноградного сусла («тирош», תירוש) вместо вина, если человек по какой-либо причине не употребляет алкоголь.
Итогом сбраживания сусла является молодое вино. Оно может далее выдерживаться, а может сразу (как, например, «Божоле-нуво») направляться в продажу. Помимо вина, из виноградного сусла получают бальзамический уксус, бекмес, винкотто, а также некоторые национальные блюда (например, акалмышь). При производстве малаги и марсалы смешиваются разные вида сусла (первого давления, второго давления и т.д.), иногда с добавлением сильно уваренного остаточного сусла — сиропа.